# Shōwa-shinzan
Shōwa-shinzan (昭和新山?) è un duomo di lava giapponese cresciuto tra il 1944 e il 1945. Il nome significa "nuova montagna del periodo Shōwa".
Da questa formazione geologica prende il nome l'asteroide 8874 Showashinzan.